# Kamienica Bandinellich we Lwowie
Kamienica Bandinellich we Lwowie – kamienica we Lwowie, na Starym Mieście, w Rynku, renesansowa, wzniesiona w latach 1589–1593, przebudowana w latach 1737–1739, od 2005 mieści Muzeum Historyczne we Lwowie.
Nazwa pochodzi od nazwiska włoskiego kupca Roberto Bandinellego, który uzyskał królewski przywilej pocztowy w 1629 na przesyłki do Italii (w kamienicy pocztę odbierano raz na tydzień, w ciągu dwóch tygodni docierała ona do północnych Włoch). W czasach Potopu bito w niej monetę.